# Бетцендорф (Саксония-Анхальт)
Бетцендорф (нем. Beetzendorf) — община в Германии, районный центр, расположен в земле Саксония-Анхальт.

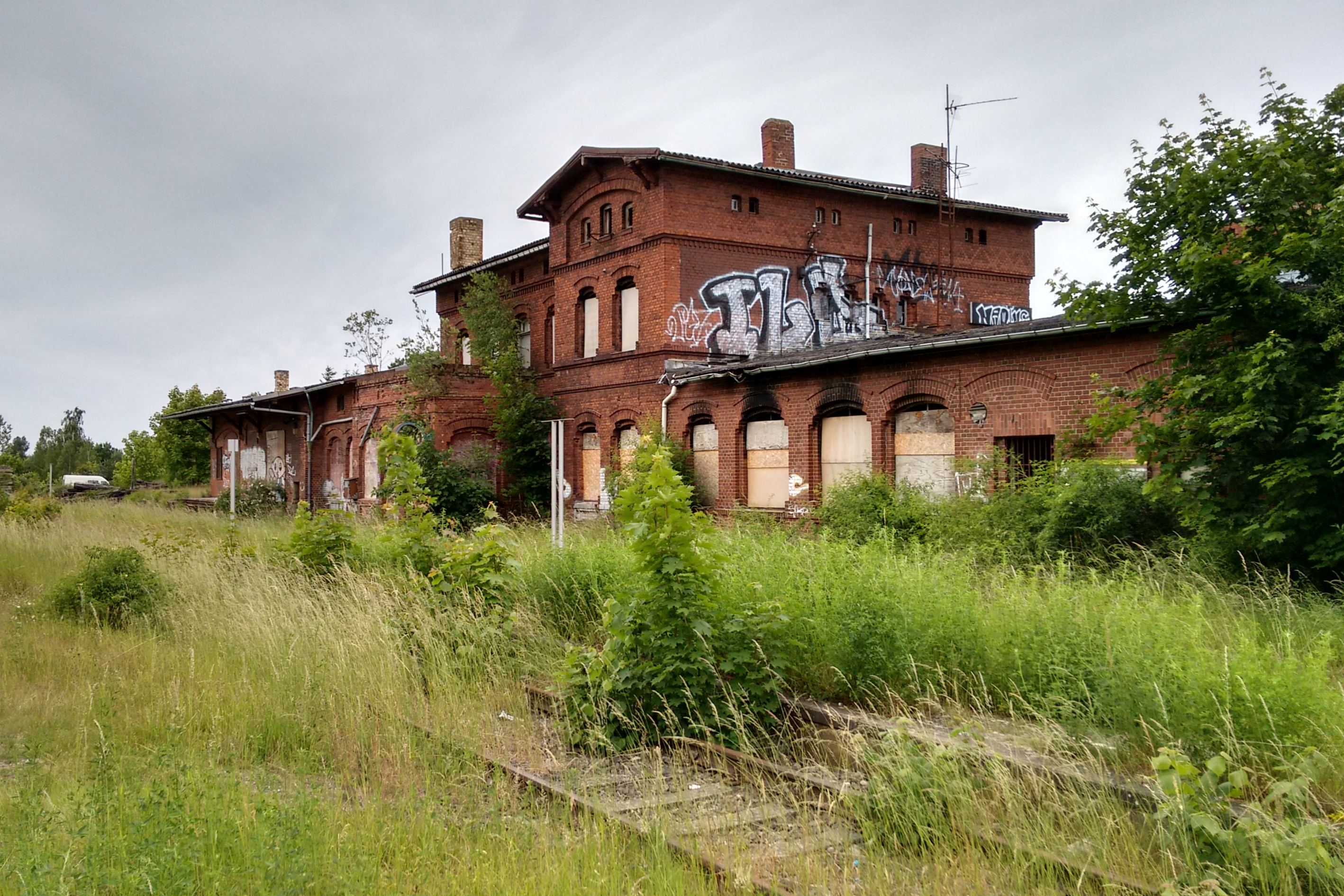
Железнодорожная станция

Входит в состав района Зальцведель. Подчиняется управлению Бетцендорф-Дисдорф. Население составляет 3365 человек (на 31 декабря 2010 года). Занимает площадь 25,46 км².